# Raphaël Mathieu
Raphaël Mathieu dit "Raklet", né le 18 octobre 1983 à La Tronche, est un curleur français mais habitant au Canada, il représente l'équipe de France à plusieurs compétitions internationales où il tient le rôle de remplaçant c'est-à-dire qu'il peut remplacer un des compétiteurs en place. En dehors du curling, il est conducteur d'excavateurs. On le connaît aussi pour occuper une place majeure dans les montages réalisés sur son équipe et en particulier dans la partie bêtisier.

## Biographie
Raphaël Mathieu débute en 1993 inspiré par les performances de l'équipe de France juniors qui obtient la médaille d'argent en 1992 et la médaille de bronze en 1993 aux championnats du monde juniors.
Dans les années 2000, il fait partie de l'équipe de France, emmenée par Dufour. Il participe aux championnats du monde et prend part notamment à la cinquième place prise par la France lors des mondiaux de 2008. Par la suite, la France, dont il fait partie en tant que remplaçant, se qualifie pour Jeux olympiques d'hiver de 2010 de Vancouver avec Thomas Dufour, Jan Henri Ducroz, Tony Angiboust et Richard Ducroz.